# 1960-as finn labdarúgó-bajnokság (első osztály)
Az 1960-as finn labdarúgó-bajnokság (Mestaruussarja) a finn labdarúgó-bajnokság legmagasabb osztályának harmincadik alkalommal megrendezett bajnoki éve volt. A pontvadászat 12 csapat részvételével zajlott. A bajnokságot a Haka Valkeakoski csapata nyerte.  

## Bajnokság végeredménye
| #  | Csapat                | M  | Gy | D | V  | RG | KG | Pont |
| -- | --------------------- | -- | -- | - | -- | -- | -- | ---- |
| 1  | Haka Valkeakoski (B)  | 22 | 20 | 1 | 1  | 78 | 23 | 41   |
| 2  | TPS Turku             | 22 | 13 | 2 | 7  | 72 | 43 | 28   |
| 3  | KIF Helsinki          | 22 | 12 | 3 | 7  | 51 | 41 | 27   |
| 4  | HPS Helsinki          | 22 | 10 | 6 | 6  | 51 | 38 | 26   |
| 5  | HIFK Helsinki         | 22 | 9  | 5 | 8  | 57 | 43 | 23   |
| 6  | KuPS Kuopio           | 22 | 8  | 7 | 7  | 47 | 47 | 23   |
| 7  | PPojat Helsinki       | 22 | 10 | 3 | 9  | 41 | 47 | 23   |
| 8  | VIFK Vaasa            | 22 | 7  | 5 | 10 | 41 | 49 | 19   |
| 9  | HJK Helsinki          | 22 | 5  | 8 | 9  | 44 | 51 | 18   |
| 10 | RU-38 Pori (K)        | 22 | 6  | 5 | 11 | 31 | 45 | 17   |
| 11 | TKT Tampere (K)       | 22 | 4  | 2 | 16 | 35 | 82 | 10   |
| 12 | Drott Pietarsaari (K) | 22 | 2  | 5 | 15 | 26 | 65 | 9    |

## Külső hivatkozások
- Hivatalos honlap (finnül)
- Finnország – Az első osztály tabelláinak listája az RSSSF-en (angolul)